# Anna Ishibashi
Anna Ishibashi (石橋 杏奈 Ishibashi An'na?,  Okagaki, Prefectura de Fukuoka, 12 de julio de 1992) es una actriz y modelo japonesa, afiliada a Horipro.

## Primeros años
Ishibashi nació y creció en la ciudad de Okagaki, Fukuoka. Tiene un hermano mayor y uno menor. Durante su juventud vivió temporalmente en Kanagawa y Ōita debido a los traslados del trabajo de su padre. Volvió a Okagaki en su segundo año de escuela primaria. En 2006, participó en un concurso de Horipro y ganó el premio mayor de entre 38,224 aplicantes.

## Carrera
En 2007, Ishibashi debutó como actriz en la serie de drama Shissō Holiday de TV Asahi. En 2008, protagonizó la película Your Friend de Ryūichi Hiroki. El filme le valdría un premio en la categoría de "Mejor talento nuevo" en el Festival de Cine de Yokohama de 2008.
De 2008 a marzo de 2011, Ishibashi fue modelo exclusiva de la revista Seventeen. En 2011, apareció en Cannonball Wedlock de Koji Maeda. Desde 2012 a 2017, tuvo un papel recurrente en la serie LIFE! jinsei ni sasageru conte de NHK. 

## Filmografía

### Películas
- Your Friend (2008) como Emi Izumi
- Akai Ito (2008) como Asami Tadokoro
- Toki o Kakeru Shōjo  (2010) como Kazuko Yoshiyama (joven)
- Cannonball Wedlock (2011) como Mika
- Paper Flower (2011) como Asuka
- My Back Page (2011) como Shigeko
- Milocrorze (2011) como Yuri
- Yume no Kayoiji (2012) como Mari Miyazawa
- The Millennial Rapture (2013) como Yukino
- Fuan no Tane (2013) como Yoko
- Heart Beat (2013) como Kayo
- Hidamari No Kanojo (2013)
- LDK (2014) como Satsuki Mizuno
- Momose, Kotchi o Muite (2014)[5]
- Tremble All You Want (2017)
- The Stand-In Thief (2017)
- Memoirs of a Murderer (2017)
- Konya, Romansu Gekijo de (2018)
- Butterfly Sleep (2018)

### Televisión
- Akai Ito (2008-2009) como Asami Tadokoro
- Sherlock Holmes (2014) como Mary Morstan (voz)
- Tennō no Ryōriban (2015) como Mitsuko Takahama
- Kenji Miyazawa's Table (2017) como Toshi Miyazawa